# 1520

## Události
- 9. ledna – Zemský sněm povolil Štěpánu Šlikovi razit jáchymovský tolar.
- 30. června – Noche Triste – Smutná noc v Tenochtitlánu: aztécké vojsko rozzuřené smrtí Moctezumy II. začalo útočit na španělské conquistadory. Hernán Cortés ztratil osm set mužů.
- morová epidemie v českých zemích

### Probíhající události
- 1519–1521 – Dobývání Aztécké říše
- 1519–1522 – Magellanova expedice

## Narození
Česko
- ? – Adam Myslík z Hyršova, člen rodiny Myslíků z Hyršova († 1581)
- ? – Jan Adelf Městecký, kazatel Jednoty bratrské († 25. září 1593)
- ? – Matěj Dvorský z Hájku, český teolog, rektor Univerzity Karlovy († 23. března 1583)
- ? – Šimon Ennius, český spisovatel († 20. února 1561)
- ? – Jan Merlian, český architekt, stavitel a kameník italského původu († 1593)
- ? – Tomáš Rešl, český katolický kněz a náboženský spisovatel († 1562)

Svět
- 22. února – Fridrich III. Lehnický, slezský šlechtic († 15. prosince 1570)
- 3. března – Matthias Flacius Illyricus, chorvatský teolog, historik a filozof († 11. března 1575)
- 17. března – Thoinot Arbeau, francouzský hudební skladatel († 23. června 1595)
- 3. dubna – Vincenzo Galilei, italský loutnista, otec astronoma Galilea Galilee († 2. července 1591)
- 1. srpna – Zikmund II. August, polský král († 7. července 1572)
- 10. srpna – Magdalena z Valois, skotská královna jako manželka Jakuba V. († 7. července 1537)
- 13. září – William Cecil, 1. baron Burghley, anglický státník († 4. srpna 1598)
- 6. prosince – Barbora Radziwiłłovna, polská královna jako manželka Zikmunda II. Augusta († 8. května 1551)
- 13. prosince – Sixtus V., papež († 27. srpna 1590)
- 10. listopadu – Dorotea Dánská, dánská princezna, falcká kurfiřtka. († 31. května 1580)
- ? – Adam Bohorič, slovinský reformátor a jazykovědec († 20. listopadu 1598)
- ? – Fabián Puléř, český renesanční malíř († 1562)
- ? – Girolamo Cassar, maltský architekt řádu johanitů († 1592)
- ? – Wilhelm Egckl, německý architekt a stavitel († 16. dubna 1588)
- ? – Christophe Plantin, francouzsko-belgický tiskař († 1. července 1589)
- ? – Martino Rota, dalmátský rytec († 1583)

## Úmrtí
Česko
- 31. května – Jan Rak, český básník a teolog (* v letech 1457–60)
- 21. září – Viktorin Kornel ze Všehrd, český spisovatel a právník (* 1460)
- ? – Ladislav z Boskovic, moravský šlechtic pocházející z rodu pánů z Boskovic (* 1455)
- ? – Albrecht starší ze Šternberka a Lukova, moravský šlechtic (* ?)
- ? – Jindřich Kostomlatský z Vřešovic, český šlechtic (* ?)

Svět
- 16. března – Martin Waldseemüller, německý kartograf (* 1470)
- 6. dubna – Raffael Santi, italský malíř a architekt (* 1483)
- 20. května – Petr Berislavić, chorvatský šlechtic (* 1475)
- 30. června – Moctezuma II., aztécký panovník (* kolem roku 1465)
- 2. srpna – Ján IV. Turzo, slezský katolický biskup (* 16. dubna 1466)
- 6. srpna – Kunhuta Rakouská, bavorská vévodkyně (* 16. března 1465)
- 3. září – Hippolit Estei, italský kardinál a arcibiskup ostřihomský a milánský (* 20. března 1479)
- 22. září – Selim I., osmanský sultán (* 10. října 1465)
- ? – Alonso Alvarez de Pineda, španělský mořeplavec (* 1494)
- ? – Čang Ling, čínský malíř (* 1470 ?)
- ? – Gülruh Hatun, konkubína osmanského sultána Bajezida II. (* ?)
- ? – Bartolomé Torres Naharro, španělský básník a dramatik (* 1485)
- ? – Wolf Traut, německý malíř a dřevorytec (* 1485)
- ? – Cuitláhuac, aztécký vládce (* 1476)

## Hlavy států

### Evropa

#### Na území dnešní ČR
- České království – Ludvík Jagellonský
- Moravské markrabství – Ludvík Jagellonský

#### Itálie
- Sicilské království – Karel V. Habsburský
- Sardinské království – Karel V. Habsburský
- Modenské vévodství – Alfonso I d'Este
- Benátská republika – Leonardo Loredan
- Milánské vévodství – František I. Francouzský
- Florentská republika – Jiulius Medicejský (papež Klement VII.)

#### Ostatní
- Svatá říše římská – Karel V. Habsburský
- Papežský stát – Lev X.
- Rakouské arcivévodství – Karel V. Habsburský
- Anglické království – Jindřich VIII. Tudor
- Francouzské království – František I. Francouzský
  -  Burgundské vévodství – Karel V. Habsburský
- Španělské království – Karel V. Habsburský
- Polské království – Zikmund I. Starý
- Uherské království – Ludvík Jagellonský

### Blízký Východ a Severní Afrika
- Osmanská říše – Selim I., po jeho smrti Sulejman I.
- Perská říše – Ismail I.

### Dálný Východ a Asie
- Dillíský sultanát – Ibrahím Lódí
- Tímúrovská říše – Sultān Uways
- Čínské císařství – Čeng-Te
- Japonské císařství – Go-Kašiwabara